# Лановик Мар'яна Богданівна
Мар'яна Богданівна Лановик (нар. 11 квітня 1972, Тернопіль, УРСР) — українська філолого-літературознавиця, фольклористка, перекладачка, докторка філологічних наук (2007), професорка. Міжнародна наукова премія імені Миколи Гоголя «Тріумф» (2014).
Сестра Зоряни, дочка Богдана, онучка Дмитра Лановиків.

## Життєпис
Мар'яна Лановик народилася 11 квітня 1972 року у місті Тернополі.
Закінчила філологічний факультет Тернопільського педагогічного інституту (1994). Працювала перекладачкою й викладачкою Тернопільської біблійної семінарії (1998); викладачкою (1994—1997), асистенткою (1997—2003), доценткою (2003), нині — професорка однієї із катедр факультету філології і журналістики Тернопільського національного педагогічного університету імені Володимира Гнатюка.

## Доробок
Авторка праць із перекладознавства, зокрема монографій «Художній переклад як моделювання образної ієрархії літературного твору» (2006), «Антропологічні матриці в інтерпретації текстів національних культур» (2008).
Разом із сестрою є авторками праць із літературознавства, серед яких посібник «Українська народна словесність» (Л., 2000), підручник «Українська усна народна творчість» (К., 2001, 2003, 2005, 2006), посібник «Антична література» (Т., 2007); співавторка посібника «Історія української еміграції» (К., 1997), «Внесок української еміґрації в розвиток національної та світової культури» (2000) та інших.